# Liste des maires de Créteil
Cet article dresse une liste par ordre de mandat des maires de Créteil.

## Liste des maires
| Période      | Période  | Identité                                  | Étiquette                  | Qualité |
| ------------ | -------- | ----------------------------------------- | -------------------------- | --- |
| 1790         | 1793     | Louis-Simon Piot                          |                            | Boucher |
| 1793         | 1793     | Louis Maliverne                           |                            | |
| 1793         | 1795     | Philippe Fabre                            |                            | |
| 1805         | 1808     | Pierre François Jeandier                  |                            | Marchand bonnetier |
| 1808         | 1815     | Louis-Simon Piot                          |                            | Boucher |
| 1815         | 1815     | Étienne de Joly                           |                            | Avocat |
| 1815         | 1817     | Louis Alexandre Delorme                   |                            | |
| 1817         | 1819     | Jean-Baptiste Forestier                   |                            | Chirurgien |
| 1819         | 1831     | Louis Hector Étienne de Joly              |                            | Avocat |
| 1831         | 1846     | Simon Claude Lecouteux                    |                            | Agriculteur |
| 1846         | 1857     | Edmond Michel Philibert Nompar de Caumont |                            | Rentier |
| 1857         | 1863     | Louis Frédéric Panis                      |                            | Agent de change |
| 1863         | 1872     | Michel Gaidelin                           |                            | Agriculteur |
| 1873         | 1884     | Octave Fleury du Mesnil                   | Républicain                | Médecin |
| 1884         | 1885     | Aimable Bapaume                           |                            | Journaliste |
| 1885         | 1894     | Émile Félix Palade                        | Radical-socialiste         | Conseiller d'arrondissement |
| 1895         | 1899     | Antoine Gignoux                           |                            | Ancien percepteur |
| 1899         | 1919     | Henri Eugène Geffroy                      | URLP                       | Éditeur |
| 1919         | 1932     | Paul François Avet                        | Radical-socialiste         | Caissier central Conseiller général |
| 1932         | 1935     | Louis Auguste Prieur                      | Concentration républicaine | Agriculteur Conseiller général |
| 1935         | 1942     | Charles-Joseph Branchard                  |                            | Ingénieur |
| 1942         | 1944     | Joseph Antoine Vincent                    |                            | Industriel, nommé conseiller départemental par le Gouvernement de Vichy |
| 1944         | 1945     | Jean-Baptiste Aldebert                    |                            | Instituteur |
| 1945         | 1953     | Paul Casalis                              | RPF                        | Médecin |
| 1953         | 1965     | André Dassibat                            |                            | Instituteur |
| 1965         | 1977     | Pierre Billotte                           | UNR-UDT puis UDR puis MSP  | Général Député Ministre |
| 14 mars 1977 | en cours | Laurent Cathala                           | PS                         | Cadre supérieur infirmier Secrétaire d'État Député (1988 → 1991 et 1993 → 2017) Président de la CA Plaine centrale du Val-de-Marne (2001 → 2015) Président de l'EPT Grand Paris Sud Est Avenir (2016 → ) |